# All Is Full of Love
All Is Full of Love (deutsch: Alles ist voller Liebe) ist ein Song der isländischen Musikerin Björk von ihrem dritten Studioalbum Homogenic aus dem Jahr 1997. Der englische Liedtext ist inspiriert von der Liebe im Frühjahr sowie Nordischer Mythologie und der Göttersage Ragnarök. Björks Originalversion ist eine Trip-Hop-Ballade mit Soul-Einflüssen, Harfe, Streichinstrumenten und elektronischen Beats; die Album-Version ist ein minimalistischer Remix von Howie B, der Björks Gesang betont. Ein Remix des deutschen IDM-Duos Funkstörung wurde 1998 als Single veröffentlicht.
1999 wurde All Is Full of Love als Single mit einem Musikvideo von Chris Cunningham veröffentlicht. Das Video verwendet den Original-Mix von Björk und zeigt die Sängerin als humanoiden Roboter, der in einer Fabrik montiert wird und anschließend einen baugleichen Roboter leidenschaftlich küsst. Das Video wird oft als eines der besten aller Zeiten und als Meilenstein in der Computeranimation bewertet. Es wurde in Kunstausstellungen gezeigt und Replikas der zwei Roboter waren 2015 im Museum of Modern Art in New York City ausgestellt.
Die Single erreichte Platz 24 in den UK Singles Charts und wurde in den Vereinigten Staaten zu einem Dance-Hit. All Is Full of Love ist der Eröffnungs-Track der Kompilation Greatest Hits (2002), dessen Tracks von den Fans gewählt wurden. Mehrere Musiker coverten den Song.

## Komposition
Björk produzierte das Studioalbum in Málaga in Südspanien und ließ sich vom dortigen Frühling inspirieren. Nachdem sie sechs Monate mit nur wenigen Menschen in den Bergen gelebt hatte, fühlte Björk sich einsam, aber ein Morgenspaziergang im April inspirierte sie, den Track zu schreiben. Nach einem harten Winter erkannte sie den anbrechenden Frühling am Gesang der Vögel. Sie schrieb und nahm den Song an einem halben Tag auf.
Das Lied hat ein Tempo von 72 Beats per minute im typischen ⁴/₄ Takt und wurde in der Tonart b-Moll geschrieben, wie im Refrain ersichtlich:
Laut dem Slant Magazine baut die Albumversion „leise aus einem warmen hexadezimalen Summen auf“ und „kommt in Schwung, während Björk sich gleichzeitig von der Last der Erwartung befreit, bis Kaskaden von schimmernden, opalfarbenen Cembalo-Noten aus einem Vorhang von schimmerndem weißem Rauschen auftauchen.“

### Liedtext
Das Studioalbum ist ein Tribut an Björks Heimatinsel, weshalb das Lied von der isländischen Mythologie Ragnarök inspiriert ist. Der vorherige Track Pluto symbolisiert Tod und Zerstörung, während All Is Full of Love für einen Neuanfang steht. Björk nannte ihn auch ein Lied über „den Glauben an die Liebe“ und drückte aus, dass „Liebe nicht nur zwischen zwei Menschen sei. Sie ist überall um dich herum. Selbst wenn man von Person A keine Liebe bekommt, bedeutet das nicht, dass es dort keine Liebe gibt“. Sie beschrieb es aber auch als „verarschend“ („taking the piss“) und bezeichnete es als das „süßeste Lied“ aller Zeiten. Da das Lied dem Rest der „Macho“-Ästhetik des Albums widerspricht, meinte Björk, es hätte auch auf dem Nachfolgealbum Vespertine erscheinen können.
Der Text beginnt in der ersten Strophe mit einem Versprechen von Schutz und Pflege:

“You’ll be given love
You’ll be taken care of
You have to trust it”

„Dir wird Liebe gegeben
Man wird sich um dich kümmern.
Du musst vertrauen“

Das Lied bewegt sich in Richtung eines vorwurfsvolleren Tons, wenn Björk singt:

“You just ain’t receiving
Your phone is off the hook
Your doors are all shut”

„Du empfängst einfach nicht
Dein Telefon ist abgenommen
Deine Türen sind alle geschlossen“

Der Text mündet in die Aufforderung, dass „du deinen Kopf um dich drehen musst“, weil „Liebe um dich herum ist“.
Dies wird musikalisch durch Björks Gesang beeinflusst, indem sie den Text All is full of love im Kontrapunkt zu sich selbst singt. Gegenüber dem Q Magazin sagte Björk im Oktober 2007:

“Sometimes the words will come in one go.
I went out for a walk in 1997
and All Is Full of Love came out at once.”

„Manchmal kommen die Worte in einem Zug.
Ich ging 1997 spazieren
und All Is Full of Love kam auf einmal raus.“

Nach dem instrumentalen Intro folgen drei Strophen mit je drei Zeilen Liedtext, bevor das Lied über einen Pre-Refrain zum Refrain mit dem mehrfachen Loop des Liedtitels übergeht und im Outro endet.

### Tongestaltung
Die Albumversion des Tracks enthält keine Schlagzeugbegleitung und kann der Musikrichtung Ambient zugeordnet werden. Es enthält nicht die charakteristischen elektronischen Beats von Homogenic, und konzentriert sich stattdessen darauf, „eine Intimität zwischen der wachsenden Dynamik der Instrumentierung und Björks beeindruckenden stimmlichen Fähigkeiten“ zu schaffen. Der lange Nachhall resultiert in eine Klangkulisse, die einen sehr großen Raum und eine für den Track angestrebte „himmlische“ Umgebung suggeriert. Laut Sal Cinquemani vom Slant Magazine hat der Song einen sanften Puls mit Intervallen, die sich zu einer elektronischen Orchestrierung aus Industrial Beats aufbauen. David Browne von Entertainment Weekly nannte das Stück ein „verträumtes Schlaflied“ und verglich es mit der New-Age-Musik von Enya. In einer Rezension für die US-amerikanische Musikzeitschrift Spin schrieb James Hunter, dass der Track einer der Momente sei, in denen Björk „ihren Zeh in den warmen See der Tradition taucht“, und er ergänzte, dass dessen „rockige Moll-Verse in ihren Gospel abfließen“.
Die Videoversion des Songs ist eine Midtempo-Trip-Hop-Ballade mit Soul-Einflüssen. Im Gegensatz zum klanglich minimalistischen Mix auf dem Album wurde diese Version als „üppig produziert“ beschrieben wegen dessen „flatternden“ Harfen und „zitternden“ Streichern. Die angeblich bevorzugte Version sowohl von Björk als auch ihren Fans ist weiterhin unter dem Namen „Mark Stent Mix“ und „Video Mix“ bekannt.

### Veröffentlichung
All Is Full of Love ist der letzte Track des Albums und auch der letzte Song, der geschrieben, komponiert und aufgenommen wurde. Die von Björk produzierte Originalversion des Songs wurde „in letzter Minute“ durch eine Remix-Version des britischen Musikproduzenten Howie B ersetzt.
Im August 1998 wurde eine 12-Zoll-Single von All Is Full of Love mit einem Remix des deutschen IDM-Duos Funkstörung über FatCat Records in limitierter Auflage veröffentlicht. Dieser Remix war zuvor als B-Seite für das Lied Hunter (1998) und ein weiterer Remix des Songs war 1998 als B-Seite von Jóga veröffentlicht worden. Am 10. Januar 1999 wurde angekündigt, dass ab dem 20. Januar 1999 ein Musikvideo in London gedreht und das Lied einige Monate später als Single erscheinen werde.
Eine Singleauskopplung zur Promotion eines zwei Jahre zuvor erschienenen Albums ist ungewöhnlich, aber Björk entschied sich bewusst dafür, dies zu tun, sodass das Musikvideo eher ein Kurzfilm als ein Marketingzug war.
Der ursprüngliche Veröffentlichungstermin für die Single war der 2. Mai 1999, wurde jedoch um zwei Wochen auf den 17. Mai verschoben. Passend zu dieser Ankündigung wurde der Remix von Funkstörung wieder zur Verfügung gestellt und ein offizielles Logo für die Veröffentlichung enthüllt. Das Musikvideo wurde bereits im April 1999 veröffentlicht, obwohl die Premiere der Single auf Juni verschoben wurde. All Is Full of Love wurde auf zwei 12-Zoll-Singles, zwei CD-Singles, einer DVD-Single und in einem Boxset veröffentlicht, das die CD-Singles und das Musikvideo im VHS-Format enthielt. Einige Publikationen betrachten die Single als die erste DVD-Single-Veröffentlichung. In Großbritannien wurden 1999 auch zwei verschiedene Promo-Singles und zwei VHS-Singles angeboten. Die B-Seiten beinhalten Remixe von μ-Ziq, Funkstörung, Plaid, Guy Sigsworth, Mark Stent und Howie B.
Das Artwork der Single zeigt eine Aufnahmen aus dem Musikvideo sowie das offizielle Logo, das auch im Video zu sehen ist. Der Song wurde als Eröffnungsstück von Björks 2002er Sammelalbum Greatest Hits genutzt, dessen Songs von Fans durch eine Umfrage ausgewählt wurden, in der die Single die am zweithäufigsten genannte nach Hyperballad (1996) war.

## Rezeption
Beide Versionen von All Is Full of Love wurden von der Musikkritik gelobt. In einer Rezension für Homogenic bezeichnete Heather Phares von AllMusic den Track als „beruhigendes Finale“. Sal Cinquemani vom Slant Magazine nannte es eine „erhabene Wiedergeburt“, und Tiny Mix Tapes kommentierte, dass „das Album mit dem exquisiten Song auf einer optimistischen Note endet“. David Browne vom US-amerikanischen Unterhaltungsmagazin Entertainment Weekly war weniger begeistert, da er ihn als „den schwächsten Track“ des Albums betrachtete. In einer Rezension für die DVD-Single vergab Alex Castle von IGN für die Musik eine Punktzahl von 9 von 10, da „die Sache fantastisch klingt“ und der Song „ziemlich gut“ sei. Er gab jedoch zu, dass er „wahrscheinlich nicht besonders beeindruckt gewesen wäre“, wenn er das Musikvideo nicht gesehen hätte. James Oldham vom NME beschrieb es als „großartige, schwül-luftige, pneumatische Trip-Soul-Ballade, die sanft in einen magischen Garten mit flatternden Harfen und zitternden Saiten hineinblüht“. Er fügte hinzu, dass der Track „kein bloßer Soundtrack“ für das Video sei. Heather Phares von AllMusic gab der DVD-Single vier von fünf Sternen und betrachtete sie als „eine notwendige Ergänzung zu den Sammlungen engagierter Bjork-Fans“. Douglas Wolk von CMJ New Music Monthly gab der Single ebenfalls eine positive Rezension, lobte ihre B-Seite und schrieb, sie „war damals kaum das markanteste Stück, aber die Melodie entpuppte sich als eine Art Schläfer“.

### Bewertungen
Das norwegische Magazin Panorama notierte den Song auf ihrer Liste der Singles of the Year auf Platz vier. Die US-amerikanische Musikzeitschrift Blender nahm den Track in zwei Listen auf: „Außergewöhnliche Tracks von den 500 CDs, die Sie besitzen müssen“ und „The 1001 Greatest Songs to Download Right Now“, beide 2003 veröffentlicht. Die Mitarbeiter des Slant Magazine platzierten All Is Full of Love auf Platz 59 ihrer Liste der „100 besten Singles der 1990er“ mit der Begründung:

“Though it has been as oft-remixed as any other Björk single from the landmark Homogenic set, no version quite achieves the ethereal effect that the album mix of the song does. Coming off the tail-end of Pluto, a sonic threnody for a suicidal fan, Björk’s open-source, beat-free echo chamber is both absolution and resurrection.”

„Obwohl [der Song] öfter remixt wurde als jede andere Björk-Single vom wegweisenden Homogenic Set, erreicht keine Version ganz den ätherischen Effekt, den der Album-Mix des Songs hat. Björks offener, beatfreier Echoraum, der dem Ende von Pluto folgt, einem akustischen Threnos für einen selbstmörderischen Fan, ist Absolution und Auferstehung zugleich.“

Der Track wurde von Quintessence Editions in die Liste „1001 Songs You Must Hear Before You Die: And 10.001 You Must Download“ aufgenommen.

## Musikvideo

### Konzeption
Das Musikvideo zu All Is Full of Love wurde vom britischen Regisseur Chris Cunningham erstellt. Björk war beeindruckt von Cunninghams vorherigen Musikvideos für die IDM-Musiker Autechre, Squarepusher und Aphex Twin sowie von den klaren Linien, seiner Science-Fiction-Neigung und widersprüchlichen Bildsprache. Björk kontaktierte und traf den Filmregisseur in seinem Londoner Büro und brachte ein chinesisches Kamasutra als Leitfaden für die visuelle Ausgestaltung mit. Cunningham hatte den Track auch mit Sex in Verbindung gebracht, als er ihn hörte, hatte aber noch keine Idee, wie man das Video sowohl erotisch als auch sendefähig machen könne.
Björk sagte:

“I think the only thing I said was that I thought it was very white […] and I’m trying to describe some sort of a heaven. But I wanted also to have the other level there, there would be lust, it wouldn’t be just clean.”

„Ich denke, das Einzige, was ich sagte, war, dass ich dachte, es sei sehr weiß […] und ich versuche eine Art Himmel zu beschreiben. Aber ich wollte auch die andere Ebene dort haben, es würde Lust geben, es wäre nicht nur sauber.“

Sie erwähnte noch, dass das Video „weiß“ und „gefroren“ sein sollte, und dann „schmilzt es durch die Liebe“.
Als Cunningham den Track zum ersten Mal hörte, assoziierte er die Worte „Milch“, „Sex“, „Chirurgie“ und „weißes Porzellan“ und skizzierte um diese Begriffe herum das zukünftige Musikvideo. Cunningham fügte hinzu, dass es wie „Kamasutra trifft Industrierobotik“ und die Bilder aufgrund ihrer surrealen Natur „sexuell suggestiv“ sein sollten. Ursprünglich war geplant, dass sich die Roboter am Ende wie eine Blume entfalten, während sie sich paaren, als ob eine abstrakte Lebensform sich aus den beiden künstlichen Formen enthülle, aber das Team konnte diese Idee nicht verwirklichen.
Die Roboter aus dem Musikvideo haben gestalterische Vorläufer in japanischen Animes und Comics. Der Anime-Zeichentrickfilm Ghost in the Shell aus dem Jahr 1995 zeigt eine humanoide Roboteranordnung in einer milchig-weißen Umgebung. Die Roboter in Mangas der 1990er Jahre und dem Anime Battle Angel Alita (1995) ähneln durchaus im Aussehen, genauso wie die Kammerjäger aus der Manga-Serie Blame! (1998).

### Dreharbeiten
Die Roboter wurden von Cunningham entworfen und vom Konzeptkünstler Paul Catling – der auch die Gesichtsmasken für das Musikvideo von Aphex Twins Windowlicker (1999) geformt hatte – in Originalgröße in zwei Stunden aus Ton modelliert. Er arbeitete mit Julian Caldow auch an der Konzeption des Szenenbilds, das anschließend Chris Oddy umsetzte und montierte. Die Beteiligten beschrieben das Set als „elegante“ und „weiße Umgebung“ mit „japanischem Flair“.
Das Video wurde in den englischen Bray Studios und Greenford Studios gedreht. Cunningham sagte, dass jede Einstellung im Clip sich aus vier Schichten (Layern) zusammensetzt. Berichten zufolge filmte er zuerst das Set und für etwa 21 Sekunden die bewegungslosen Requisiten. Dann entfernte er den Roboter und ersetzte ihn durch Björk, deren Gesicht kalkweiß geschminkt war und die einen blauen Anzug trug. Mit einer Bildmischung aus Master Shot und Live-Feed von Björk versuchte das Produktionsteam, ihr Gesicht und den Roboterkörper so weit wie möglich in Deckung zu bringen. Der Regisseur war jedoch mit dem Ergebnis der Filmaufnahmen unzufrieden und vertraute stattdessen auf die Postproduktion.

### Post-Produktion
Die Postproduktion wurde von der Firma Glasswork mit den Softwareprogrammen Autodesk Softimage und Flame umgesetzt. Nur Björks Augen und Mund wurden verwendet, während der restliche Roboter vollständig als 3D-Animationen gerendert wurde. Beim Dreh waren nur zwei Industrieroboterarme verfügbar, in der Nachbearbeitung wurden der dritte und vierte Roboterarm computergeneriert ergänzt. Cunningham beschrieb die Dreharbeiten als unbefriedigende Erfahrung:

“I always think that my strength is […] sculpting stuff up in [post-production] and then, a lot of the time things are pretty ramshackle while they’re shot. And I think that with the video that was the most extreme example of that, I mean it really was a disaster […] In the Avid, looking at this stuff, it just looked awful and I actually had a panic attack when I went to the telecine to look at the rushes. I just thought ‘this is a fucking disaster, […] so cheap and nasty’. At it was only when Glassworks started doing the computer graphics that […] I started to realise how the video was gonna be made completely with the computer graphic addition.”

„Ich denke immer, dass meine Stärke darin besteht, Sachen in der [Postproduktion] zu formen, und dann sind die Dinge recht lange ziemlich dürftig, während sie gedreht werden. Und ich denke, dass ich mit dem Video, welches das extremste Beispiel dafür war, meine, dass es wirklich eine Katastrophe war. Als wir das Zeug in der Composer-Software Avid betrachteten, sah es einfach schrecklich aus, und ich hatte tatsächlich eine Panikattacke, als ich in die Filmabtastung ging um das Ergebnis zu sichten. Ich dachte nur: ‚Das ist eine verfickte Katastrophe, so billig und scheußlich.‘ Erst als Glassworks anfing, die Computergrafiken zu erstellen, wurde mir klar, wie das Video mit der Computergrafik vervollständigt werden würde.“

Björk ließ Cunningham ungestört am Video arbeiten und wollte erst das fertige Werk sehen. Sie erklärte, dass „wenn man auf jemanden trifft, der so besonders ist wie Chris, wird man einfach demütig“. Laut Cunningham vereinfachte dies die Arbeit deutlich. Cunninghams Musikvideo kombinierte im Ergebnis mechanische Effekte, Industrieroboter, Kinematographie im 1970er-Jahre-Stil und für 1999 modernste visuelle Effekte.
Das Farbvideo wurde im Seitenverhältnis 16:9 aufgezeichnet. Durch das schwarzweiße Setting und die starken Kontraste wirkt es fast monochrom, lediglich die Schweißfunken sind von signifikanter Chrominanz. Das Video hat eine Länge von 4:10 min und ist damit deutlich kürzer als die Albumversion des Songs.

### Handlung
Das Video beginnt mit einer langsamen Kamerafahrt durch eine dunkle Umgebung, die mit Kabelbündeln durchzogen ist und von einem schwachen, pulsierenden Licht illuminiert wird. Die Sequenz wurde beschrieben als „gebärmutterartig, voyeuristisch, als ob sich die Black Box der Technologie öffnen würde“. Die Kamera folgt den Kabeln in einen ätherischen, klinisch-weißen Raum, in dem ein Roboter mit Björks Gesichtszügen in einer fötalen Stellung liegt. Während der Raum sich erhellt, beginnen zwei deckenmontierte Mehrgelenkarme den Torso des Roboters zu montieren. Der Roboter öffnet die Augen und beginnt lippensynchron das Lied zu singen. Hubkolbenpumpen, die weiße Flüssigkeiten fördern, sowie Bohr- und Penetrationsbewegungen illustrieren einen „klaren“ sexuellen Subtext.
In der nächsten Einstellung steht der Roboter aufrecht und schaut auf, um einen weiteren, baugleichen Roboter zu sehen, woraufhin die Maschinen die Montage stoppen. Er lächelt und streckt seine Hand zum sitzenden Roboter aus, der sich an dem Lied beteiligt. Im Höhepunkt des Videos küssen und umarmen sich die Roboter leidenschaftlich, während die Manipulatoren an mehreren Stellen ihre Körper penetrieren. Die Bilder der Kussroboter werden unterbrochen durch Einstellungen von weißer Flüssigkeit, die sich über Roboterteile und mechanische Arme ergießt.
Laut dem niederländischen V2 Lab for the Unstable Media „werden wir, sobald die Musik verklingt und der pulsierende Beat immer dominanter wird, wieder in den gebärmutterartigen Dunkelraum hineingezogen, was uns deutlich macht, dass wir einen Blick auf ein undurchsichtiges Königreich geworfen haben.“

### Rezension
Das Musikvideo wurde von der Kritik sehr positiv bewertet. Der Musikjournalist Mark Pytlik schrieb, das Bildmaterial „markierte einen unbestreitbaren kreativen Höhepunkt für Björks visuelles Werk, eine perfekte Synthese von Form und Inhalt“. IGN vergab eine Punktzahl von 9/10 und schrieb, dass es ein „absolut wunderschöner Anblick“ und „fast perfekt“ sei. Craig Duff vom Nachrichtenmagazin Time nannte es einen Meilenstein in der Computeranimation und erklärte, dass „kein Roboter bisher die Sinnlichkeit ausgedrückt habe, die Regisseur Chris Cunningham in dem Björk-Bot im Video vermittelt“. MusicRadar betrachtete das Musikvideo als „eines der visuell eindrucksvollsten Promos von Björks Karriere“.
Die englischsprachige Musikzeitschrift New Musical Express (NME) lobte den Clip als eines von Björks besten Werken und hob insbesondere die Weitwinkelaufnahme der Cyborgs hervor, die sich beim Einsatz des Chors küssen. Eric Henderson vom Slant Magazine nannte es „den perfekten vor der Jahrtausendwende geschaffenen Vorläufer unserer heutigen, von Gadgets unterstützten Kultur der Selbstliebe“ und ergänzte: „Als es veröffentlicht wurde, fand ich, es sei cool und betone die Wichtigkeit der Selbstliebe. Jetzt denke ich, dass es ein erschreckender und versiegelter Alptraum ist, in dem man herausfindet, dass man die einzige Person ist, die einen jemals lieben wird.“ Scott Plagenhoef von der US-amerikanischen Website Pitchfork Media war er der Meinung, dass „die stärksten Einzelbilder aus jedem Video der 90er Jahre von [dem Clip] stammen“ und nannte es auch „seltsam und bewegend“. Douglas Wolk von CMJ New Music Monthly nannte das Video „großartig“ und lobte es dafür, dass es „die Schönheit des Songs hervorhebe“.

### Auszeichnungen
Das Musikvideo gewann mehrere Preise und Auszeichnungen. Es gewann den Jurypreis beim multinationalen „ArtFutura Festival 1999“, „Bestes Video des Jahres 2000“ beim Filmfestival Fantasporto in Porto, „Bestes Video des Jahres 2000“ beim „Australian Effects and Animation Festival“ und „Beste Art Direction in einem Video“ und „Beste Special Effects in einem Video“ bei den „Music Week Awards“. Weitere Auszeichnungen, die auf Festivals vergeben wurden, sind der zweite Platz in der Kategorie „Prix PIXEL-INA Best Script“ bei der 2000er Imagina, und der Musikvideo-Preis beim „London Effects and Animation Festival“. Bei den „D&AD Awards 2000“ wurde das Video mit Preisen in den vier Kategorien „Videoregie“, „Cinematographie“, „Animation“ und „Special Effects“ ausgezeichnet. Darüber hinaus erhielt Cunningham bei den MVPA Awards die Auszeichnung für die beste Regie einer Künstlerin in einem Musikvideo.
Björk erhielt bei den MTV Video Music Awards 2000 zwei Auszeichnungen in den Kategorien „Breakthrough Video“ und „Best Special Effects in a Video“. Das Musikvideo erhielt auch bei den „International Monitor Awards 2000“ für die „Best Special Effects“ in einem Musikvideo und „Bestes 3D Animation Music Video“. Insbesondere das Visual gewann verschiedene Nominierungen: „Bestes Video“ bei den Ericcson Muzik Awards 1999, Bestes Kurzform-Musikvideo bei den Grammy Awards 2000, und „Best Alternative Video“, „Beste Kinematographie“ und „Bester Schnitt“ in einem Video bei den „Music Week Awards 2000“.

## Mediale Rezeption

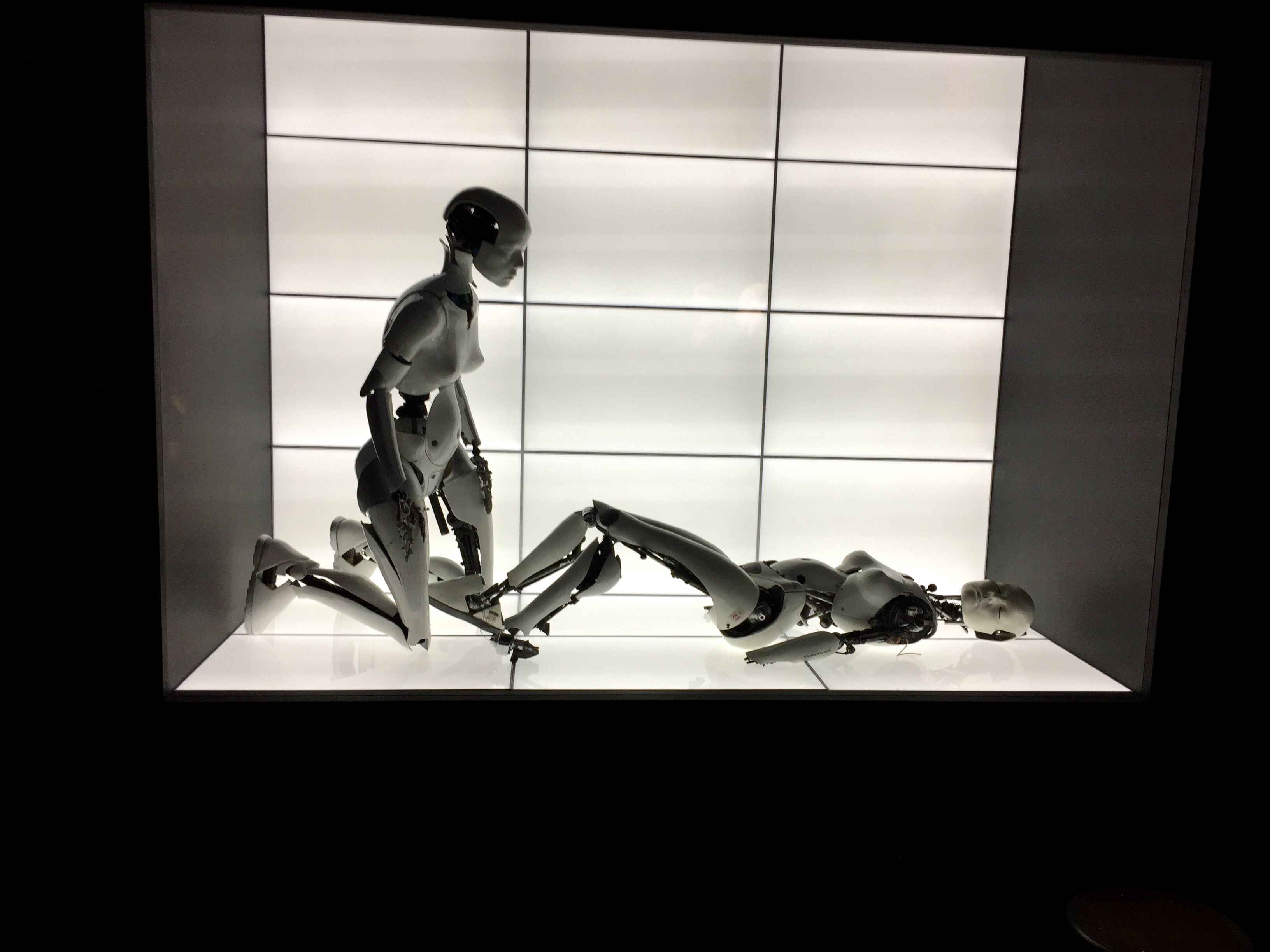
Roboter-Replicas bei der Björk retrospective im Museum of Modern Art (MoMA), New York City.

Chris Cunningham diente als Vorbild für eine Literarische Figur im Roman Pattern Recognition (deutscher Buchtitel: Mustererkennung) von Science-Fiction-Autor William Gibson aus dem Jahr 2003: Ein fiktiver Musikvideo-Regisseur, der „Robotergirls in sein Video“ bringt, produziert einen Clip, der wie folgt beschrieben wird: „Kein Sci-Fi-Kitsch für Damien. Traumhafte Dinge im Dämmerlicht, ihre kleinen Brüste schimmern, weißer Plastikglanz fällt in Ohnmacht wie alter Marmor“, als Anspielung auf All Is Full of Love.
Im Jahr 2004 wurden deutliche Ähnlichkeiten zwischen dem Design der Roboter im Musikvideo und denen im Spielfilm I, Robot festgestellt, woraufhin Fans Plagiatsvorwürfe erhoben. Weder Cunningham noch das ausführende Filmstudio 20th Century Fox kommentierten öffentlich diese Vorwürfe.
Laut Tymon Smith von der südafrikanischen Tageszeitung The Times endet der US-amerikanische Film Chappie (2015) ebenfalls „mit einem Plagiat“ des Musikvideos. Im Science-Fiction-Film Ex Machina (2015) besitzt der Roboter Ava auch den Cutout-Stil eines menschlichen Gesichts auf einem dünnen mechanischen Körper. Das Musikvideo war auch eine Inspiration für die Titelsequenz der Fernsehserie Westworld (2016). Justin Timberlakes Musikvideo zur Single Filthy vom Album Man of the Woods (2018) dreht sich um einen ähnlich humanoiden Roboter auf einer Keynote von Apple. Das Musikvideo zu Free Yourself (2018) von The Chemical Brothers kombiniert ebenfalls Cutouts menschlicher Gesichter mit Roboterkörpern.

## Konzerte

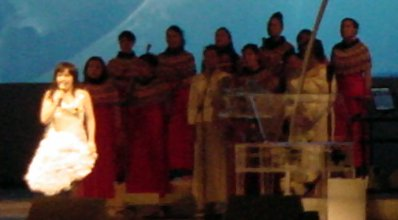
Björks Auftritt in der Radio City Music Hall auf der Vespertine World Tour in 2001.

Im Juli 1997 spielte Björk All Is Full of Love erstmals live im Old Truman Building, zusammen mit dem ganzen Album für eine Pressekonferenz und ein Präsentationskonzert von Homogenic, einer alten Bierfabrik in London. Dabei trug sie ein rosa Kleid des britischen Modeschöpfers Hussein Chalayan, das sie später im Video zu Bachelorette (1997) und auf Fotoshootings trug. Das Lied war Teil der Setlist für ihre Homogenic-Tour, die Björk von Ende 1997 bis Anfang 1999 mit Mark Bell und dem isländischen Streichoktett bestritt. All Is Full of Love wurde auch während der Vespertine World Tour 2001 zusammen mit Matmos und Zeena Parkins, einem Inuit-Chor und einem Orchester aufgeführt.
Während der Tournee trat Björk bevorzugt in Konzert- und Opernhäusern auf, um „die bestmögliche Akustik zu haben“ und die „schreckliche Akustik“ von Stadien und Rockbuden zu meiden. Der Track war neben Frosti und Pagan Poetry der meistaufgeführte der Tour. Björks Konzert im Royal Opera House in London am 16. Dezember 2001, das eine Aufführung des Songs beinhaltete, wurde auf BBC Four ausgestrahlt und 2002 als „Live at Royal Opera House“ auf DVD veröffentlicht.
Eine Live-Version des Songs ist auch auf der DVD-Tourdokumentation Minuscule von 2003 zu finden. Eine Live-Version des Songs wurde auf dem Livealbum Vespertine Live veröffentlicht, das im Boxset Live Box (2003) enthalten ist.
Björk war Headliner des Coachella Valley Music and Arts Festival am 27. April 2002 in Indio und eröffnete ihren Auftritt mit All Is Full of Love in einem weißen Kleid von Comme des Garçons. Diese Performance wurde in die Videodokumentation Coachella 2006 aufgenommen. Der Song war auch Teil der Setlist der Greatest Hits Tour (2003), erneut mit dem isländische Streichoktett sowie der Experimentalband Matmos und der US-amerikanischen Harfenistin Zeena Parkins von der Vespertine World Tour. Er war einer der meistgespielten Songs der Tour. Björks Aufführung des Liedes in New York während der Tournee wurde 2005 in den Dokumentarfilm Screaming Masterpiece aufgenommen. All Is Full of Love wurde auch während der Volta Tour (2007–2008) aufgeführt, eine Tournee, die sie mit Mark Bell, Jónas Sen, Damian Taylor, Chris Corsano und einer zehnköpfigen weiblichen Brassband unternahm.
Mehrere der Konzerte waren auf Musikfestivals, darunter Coachella, Glastonbury und Rock en Seine. Eine Live-Version des Liedes während der Tour wurde in das Boxset Voltaïc (2009) aufgenommen, insbesondere die CD „Songs from the Volta Tour Performed Live at the Olympic Studios“. Der Track wurde auch einige Male während Björks Biophilie-Tour (2011–2013) aufgeführt. Der Song wurde nur einmal auf der Vulnicura-Tour 2015 gespielt.

## Soundtracks
All Is Full of Love wurde für den französischen Spielfilm Wer mich liebt, nimmt den Zug (1998) unter der Regie von Patrice Chéreau genutzt. All Is Full of Love wurde 1999 im Mystery-Thriller Stigmata unter der Regie von Rupert Wainwright verwendet. Es wurde anschließend in den offiziellen Soundtrack Stigmata: Music From The MGM Motion Picture Soundtrack aufgenommen. Der Mix von Funkstörung gehört zum Soundtrack des Spielfilms Memento (2000) von Regisseur Christopher Nolan.

## Coverversionen
2001 coverte die amerikanische Indie-Rock-Band The Microphones den Song und fügte ihn ihrem Studioalbum Blood hinzu. All Is Full of Love wurde ebenfalls von der US-amerikanischen Indie-Rock-Band Death Cab for Cutie gecovert und am 18. Februar 2002 auf ihrer EP The Stability veröffentlicht. Das US-amerikanische Vitamin String Quartet, ein für eine Reihe von Tributes an populäre Musikacts bekanntes Streichquartett, coverte den Track als Teil ihres 2005er Albums Violently: The String Quartet Tribute To Bjork.
Der Song wurde auch 2008 von der estnischen Sängerin Kerli im Song Love Is Dead von ihrem gleichnamigen Album gesampelt. Der katalanische Musiker Pau Vallvé veröffentlichte eine Gitarrenversion auf seinem Album 2010 in eben diesem Jahr. Die walisische Band Man Without Country coverte den Song als Puppets auf ihrem Debütalbum Foe aus dem Jahr 2012. Die libanesische Sängerin Yasmine Hamdan sang den Song 2015 für Bristol featuring Martin Rahin. Die kanadische Sängerin Jaidene Veda veröffentlichte 2017 in Zusammenarbeit mit John Brews eine mit Streichern unterlegte Serenade auf ihrem Album Heart of Gold. Der deutsche Rapper und Musikproduzent Moses Pelham interpretierte „eines seiner Lieblingslieder“ mit elektronisch verzerrtem Gesang für die Fernsehsendung Sing meinen Song – Das Weihnachtskonzert (4. Staffel), die der Fernsehsender VOX am 28. November 2017 ausgestrahlte.

## Mitwirkende
Die Credits basieren auf den Liner Notes von Homogenic und der Single-Veröffentlichung.
- Liedtexter: Björk
- Produktion: Howie B (Albumversion) – Björk (Videoversion)
- Abmischung: Howie B (Albumversion) – Björk, Mark Stent (Videoversion)
- Assistenz: Rebecca Storey, Russell Polden, Paul „P-Dub“ Walton, Jason Westbrook, Danny Brown, Kirsten Cowie, Sie Midway-Smith, James Loughrey, Rob Murphy, Jason Groucott
- Keyboards: Björk, Mark Bell, Guy Sigsworth
- Programming: Mark Bell, Markus Dravs
- Elektronisches Schlagzeug: Trevor Morais
- Clavichord/Orgel: Guy Sigsworth
- Akkordeon: Yasuhiro „Coba“ Kobayashi
- Glasharmonika: Alasdair Malloy
- Vertrieb durch Polygram Music Publishing Ltd